# ユニック (企業)
株式会社ユニックは、福岡県福岡市中央区に本社を置く主に医薬品・医療機器の卸売りを扱う企業であった。「九州はひとつ」の理念のもとで「Union Network In Kyushu」の頭文字UNIKから社名とする。現在はメディセオ・パルタックホールディングスグループの一社「アトル」である。

## 概要
- 所在地:福岡県福岡市中央区警固1-15-38
- 代表者:渡辺自修（代表取締役社長）
- 資本金:840億円
- 従業員数:1,018名

## 沿革
- 1984年（昭和59年）8月 - 福岡県の株式会社川口屋・熊本県の岡崎薬品株式会社・宮崎県の堺薬品株式会社・鹿児島県の林薬品株式会社の4社で株式会社ユニックを設立。
- 1986年（昭和61年）4月 - 川口屋、岡崎薬品、堺薬品および林薬品の4社を吸収合併。
- 1990年（平成2年）4月 - 佐賀県佐賀市の西部薬品株式会社を合併。
- 1991年（平成3年）
  - 1月 - 株式会社九薬および吉井株式会社と3社で薬粧部門を合併させ、株式会社キュー・プラン（後のアルコス）を設立。
  - 10月 - アルコスに薬専部門と福岡薬専物流センターを譲渡。福岡県の有限会社西野回生堂を合併。
- 1996年（平成8年）4月 - 大分県大分市の藤澤薬品株式会社を合併。
- 1999年（平成11年）10月 - 九宏薬品株式会社を存続会社として合併し、株式会社アトル設立。

## 事業展開概説

### 株式会社川口屋
- 本社所在地:福岡県福岡市中央区警固1-15-38
- 昭和34年1月「有限会社川口屋商店」と「福岡医薬品有限会社」が合併し資本金400万円で「株式会社川口屋」を設立
- 代表者:城島民雄（代表取締役社長）
- 取引メーカー:武田薬品工業・第一製薬・住友製薬・大塚製薬・明治製菓・東京田辺製薬・大日本製薬
- 営業所:福岡市・北九州市・大牟田市・久留米市・筑紫野市

### 岡崎薬品株式会社
- 本社所在地:熊本県熊本市清水亀井町23
- 設立:昭和28年10月
- 代表者:岡崎明生（代表取締役社長）
- 取引メーカー:武田薬品工業・台糖ファイザー・エーザイ・田辺製薬・大塚製薬
- 営業所:熊本市・人吉市

### 堺薬品株式会社
- 本社所在地:宮崎県宮崎市大橋1-79
- 設立:昭和6年8月
  - 昭和38年、宮崎県の「白十字薬局」卸部門を譲受
- 代表者:堺久（代表取締役社長）
- 取引メーカー:武田薬品工業・大日本製薬・藤沢薬品工業・東京田辺製薬・山之内製薬
- 営業所:宮崎市・延岡市・都城市・日南市・小林市

### 林薬品株式会社
- 本社所在地:鹿児島県鹿児島市卸本町6-23
- 創業:明治38年2月（林薬局として）
- 設立:昭和23年10月（資本金100万円）
- 代表者:岩重伴成（代表取締役社長）
- 取引メーカー:武田薬品工業・エーザイ・興和新薬・ヘキスト・大塚製薬・協和発酵工業
- 営業所:鹿児島市・川内市・霧島市国分・鹿屋市
- 医薬品製造部門を有する医薬品卸業

## 事業所
- 支店:福岡、熊本、宮崎、鹿児島
- 営業所
  - 福岡:前原市、東郷、対馬、八幡、行橋市、直方市
  - 熊本:肥後、人吉
  - 宮崎:日南、小林
  - 鹿児島:川内、国分、鹿屋市

## 主な取引メーカー
- 武田薬品工業
- 住友製薬
- 第一製薬
- 明治製菓
- 大塚製薬